# Општина Виишоара (Бихор)
Виишоара (рум. Viişoara) општина је у Румунији у округу Бихор.
Oпштина се налази на надморској висини од 207 m.